# Myasishchev M-32
Il nome Myasishchev M-32 si riferisce al progetto di un aereo da bombardamento portato avanti dall'OKB-23 Myasishchev a partire dal 1952. Si trattò del primo tentativo realizzato dagli uomini di Vladimir Michajlovič Mjasiščev di sviluppare un aereo supersonico. Come gran parte dei progetti dell'OKB-23, il velivolo rimase sulla carta.

## Descrizione tecnica
Il progetto prevedeva un aereo con l'ala a delta e gli impennaggi a T, spinto da quattro turbogetti Dobrynin VD-5. Tale sistema propulsivo avrebbe dovuto essere in grado di spingere il velivolo alla velocità massima di 1.350 km/h, e ad una velocità di crociera compresa tra 1.100 e 1.200 km/h, con un'autonomia stimata di 7.000 o 8.000 km. La quota massima operativa avrebbe dovuto essere compresa tra i 14.000 ed i 15.000 metri. Il peso al decollo previsto era di 180 tonnellate, e l'equipaggio di 5 membri.